# Hiroki Ito (saltador)
Hiroki Ito (en japonés: 伊藤洸輝, Ito Hiroki, Zama, 26 de octubre de 1999) es un deportista japonés que compite en saltos de plataforma.
Ganó una medalla de bronce en el Campeonato Mundial de Natación de 2023, en la prueba de plataforma 10 m sincro mixto. Participó en los Juegos Olímpicos de Tokio 2020, ocupando el octavo lugar en la prueba de plataforma 10 m sincro.

## Palmarés internacional
| Campeonato Mundial | Campeonato Mundial | Campeonato Mundial | Campeonato Mundial           |
| Año                | Lugar              | Medalla            | Prueba                       |
| ------------------ | ------------------ | ------------------ | ---------------------------- |
| 2023               | Fukuoka (Japón)    | Medalla de bronce  | Plataforma 10 m sincro mixto |